# Meklenbursko-střelické velkovévodství
Meklenbursko-střelické velkovévodství (německy Großherzogtum Mecklenburg-Strelitz) byla historická země Meklenbursko-Střelicka, existující v letech 1815–1918. Země byla suverénním členským státem Německého spolku, v letech 1867–1871 byla součástí Severoněmeckého spolku a v roce 1871 se stala spolkovou zemí Německého císařství. Po první světové válce a německé revoluci v letech 1918–1919 jej vystřídal Svobodný stát Meklenbursko-Střelicko. Hlavním městem byl Neustrelitz.

## Seznam velkovévodů
- Karel II. Meklenbursko-Střelický (1815–1816)
- Jiří Meklenbursko-Střelický (1816–1860)
- Fridrich Vilém Meklenbursko-Střelický (1860–1904)
- Adolf Fridrich V. Meklenbursko-Střelický (1904–1914)
- Adolf Fridrich VI. Meklenburský (1914–1918)